# 巴斯德島
巴斯德島（英語：Pasteur Island），是南極洲的島嶼，位於阿黛利地，屬於迪穆蘭群島的一部分，由美國海軍拍攝空中照片，以法國化學家路易·巴斯德命名，現時由南極條約體系管理。